# デビス・バスケス
デビス・バスケス（Devis Vásquez, 1998年5月12日 - ）は、コロンビア・バランキージャ出身のサッカー選手。セリエA・ASローマ所属。ポジションはGK。

## クラブ経歴
クラブ・グアラニーのユースチームに所属し、2020年7月1日にトップチームへ昇格した。2021年2月21日、クルブ・オリンピア戦にてトップリーグデビュー。
2023年1月3日、ACミランと2026年6月30日まで契約を締結した。
2023年8月5日、シェフィールド・ウェンズデイFCと2024年6月30日までのローン移籍が発表された。2024年1月19日、シェフィールド・ウェンズデイFCとローンの早期終了、およびアスコリ・カルチョ1898 FCと2024年6月30日までのローン移籍が発表された。
2024年7月18日、エンポリFCと2025年6月30日までのローン移籍が発表された。
2025年7月1日、ローン期間満了によりACミランに復帰したが、7月25日に双方合意により契約を解除し退団した。
2025年7月29日、ASローマと2027年6月30日まで契約を締結した。